# The Face of Evil
The Face of Evil (El rostro del mal) es el cuarto serial de la 14.ª temporada de la serie británica de ciencia ficción Doctor Who. Se emitió originalmente en cuatro episodios semanales del 1 al 22 de enero de 1977 y marca el debut de Louise Jameson como la nueva acompañante del Doctor, Leela.

## Argumento
El Cuarto Doctor, viajando en solitario en la TARDIS, llega a una jungla en un planeta y se encuentra con Leela, una salvaje de una tribu local, que piensa que se trata de El Maldito de las fábulas de su gente. Leela ha sido exiliada de su tribu, los Sevateem, por profanar a su dios Xoanon, que está prisionero del Maldito y sus seguidores, los Tesh, tras un muro negro. Él habla con ellos a través del chamán de la tribu, Neeva. Ahora Leela es una proscrita tras la barrera invisible alrededor de su casa tribal. Neeva ha enviado dos hombres para asesinarla, algo de lo que ha sido testigo el amigo de Leela, Tomas, que mata a uno de ellos mientras Leela se encarga del otro. El Doctor encuentra un sofisticado disruptor sónico que crea un campo de fuerza que evita que las criaturas ataquen el poblado. Los Sevateem lanzan un ataque a los dominios de los Tesh para liberar a su dios, liderados por el combativo Andor, que sospecha de que Neeva es un falso profeta, y Tomas le cuenta el intento de asesinato de Neeva contra Leela. Aun así, Andor piensa que el ataque tendrá éxito, y se prepara para marchar...

## Producción
| Episodio          | Fecha de emisión    | Duración | Espectadores en millones | Estado en el archivo  |
| ----------------- | ------------------- | -------- | ------------------------ | --------------------- |
| Episodio 1        | 1 de enero de 1977  | 24:58    | 10,7                     | Cinta original en PAL |
| Episodio 2        | 8 de enero de 1977  | 24:58    | 11,1                     | Cinta original en PAL |
| Episodio 3        | 15 de enero de 1977 | 24:40    | 11,3                     | Cinta original en PAL |
| Episodio 4        | 22 de enero de 1977 | 24:46    | 11,7                     | Cinta original en PAL |
| [ 1 ] [ 2 ] [ 3 ] |                     |          |                          |                       |

Entre los títulos temporales de la historia se incluye The Day God Went Mad (El día en que Dios se volvió loco).

## Publicaciones comerciales
La historia se publicó en VHS en mayo de 1999 y en DVD el 5 de marzo de 2012.